# Igor Zacharkin
Igor Władimirowicz Zacharkin, ros. Игорь Владимирович Захаркин (ur. 16 marca 1958 w Briańsku) – radziecki hokeista. Trener hokejowy. Wykładowca hokeja na lodzie, kandydat nauk pedagogicznych.

## Kariera zawodnicza
Grę w hokeja rozpoczął w wieku 10 lat w miejscowości Konakowo. Następnie występował w drużynie juniorskiej CSKA Moskwa.

## Kariera szkoleniowa
- CSKA Moskwa (2004-2009), asystent trenera
- Saławat Jułajew Ufa (2009-2011), asystent trenera
- Reprezentacja Rosji (2006-2011), asystent trenera selekcjonera
- Reprezentacja Polski (2012-2014), trener selekcjoner
- 1928 KTH (2013), trener przygotowujący, konsultant
- SKA Sankt Petersburg (2014-), asystent trenera
- Reprezentacja Polski (2014-2017), konsultant
- Saławat Jułajew Ufa (2015-2017), trener koordynator → główny trener
- Jugra Chanty-Mansyjsk (2017), główny trener
- 1928 KTH (2018-), kierownik rozwojowy
- Krefeld Pinguine (2021), asystent trenera
- Krefeld Pinguine (2021-2022), główny trener
- Krefeld Pinguine (2022-), doradca
- SKA Sankt Petersburg (2025-), doradca dyrektora generalnego

W 1979 ukończył z wyróżnieniem studia na Moskiewskim Państwowym Centralnym Instytucie Kultury Fizycznej. Uzyskał tytuł doktora i pracował tamże w Departamencie Hokeja na Lodzie.
W 1986 został trenerem w CSKA Moskwa. Na początku lat 90. był w sztabie szkoleniowym Borysa Michajłowa w reprezentacji Rosji. Następnie był szkoleniowcem klubów w Szwecji: w sezonach od 1995/1996 do 1996/1997 trenował Hudiksvalls HC, następnie w sezonie 1999/2000 IFK Munkfors, a od sezonu 2001/2002 do 2003/2004 drużyny w mieście Hedemora.
Następnie w czasie kariery szkoleniowej był asystentem głównego trenera Wiaczesława Bykowa. Najpierw od 2004 do 2009 w klubie CSKA Moskwa, a następnie w latach 2009-2011 w Saławacie Jułajew Ufa (zdobyli z drużyną Mistrzostwo Rosji w sezonie 2010/2011, tym samym Puchar Gagarina KHL).
W międzyczasie od 11 sierpnia 2006 do 26 maja 2011 był asystentem Bykowa w seniorskiej reprezentacji Rosji, z którą zdobyli dwukrotnie mistrzostwo świata w 2008 i 2009, w 2007 brązowy medal, a w 2010 srebrny medal.
W sierpniu 2012 został trenerem reprezentacji Polski i poprowadził w meczach sparingowych, w tym z kadrą A Francji. 30 sierpnia 2012 oficjalnie podpisał dwuletni kontrakt na szkolenie reprezentacji Polski. Konsultantem kadry został Wiaczesław Bykow. Został trzecim w historii rosyjskim trenerem kadry Polski (przed nim Anatolij Jegorow i Władimir Safonow). W 2013 otrzymał tytuł Trenera sezonu seniorów w plebiscycie "Hokejowe Orły". Równolegle pełni funkcję konsultanta kadry Polski do lat 20, a w 2013 został trenerem przygotowującym zespół funkcjonujący pod nazwą 1928 KTH i występujący w rozgrywkach Polska Hokej Liga. W kwietniu 2014 został asystentem W. Bykowa w klubie SKA Sankt Petersburg. Jednocześnie pozostał konsultantem kadry Polski. Drużyna SKA zdobyła w sezonie KHL (2014/2015) mistrzostwo ligi, Puchar Gagarina. W czerwcu 2015 Zacharkin odszedł wraz z Bykowem z klubu.
Latem 2015 został trenerem koordynatorem w Saławacie Jułajew Ufa. W październiku 2015 został głównym trenerem klubu. Po porażce w 1. rundzie play-off sezonu KHL (2016/2017) odszedł z klubu wraz z asystentami Nikołajem Borszczewskim i Kiriłłem Korieńkowem. Pod koniec marca 2017 został głównym trenerem Jugry Chanty-Mansyjsk. Pod koniec września 2017, gdy na początku sezonu KHL (2017/2018) Jugra zajmowała ostatnie miejsce w Konferencji Wschód, został zwolniony ze stanowiska wraz ze sztabem trenerskim zespołu (starszy trener Nikołaj Borszczewski, asystent Jewgienij Chwostow). Pod koniec stycznia został kierownikiem rozwojowym przy polskim klubie 1928 KTH.
Latem 2021 został asystentem szkoleniowca Clarka Donatelliego niemieckiej drużyny Krefeld Pinguine w rozgrywkach DEL, we wrześniu 2021 objął stanowisko głównego trenera tamże, a w maju 2022 został przesunięty do roli zewnętrznego doradcy. W czerwcu 2025 został ogłoszony doradcą dyrektora generalnego w SKA Sankt Petersburg.

## Odznaczenia
- Order Honoru (30 czerwca 2009)[30]
- Zasłużony Trener